# Can Marifont
Can Marifont és una casa del municipi de Maià de Montcal (Garrotxa) inclosa en l'Inventari del Patrimoni Arquitectònic de Catalunya.

## Descripció
Can Marifont està situada al costat de la carretera comarcal que uneix Besalú amb Figueres. És de planta rectangular, amb un cos afegit al costat de migdia. Té dos amplis teulats a dues aigües amb els vessants vers les façanes laterals. L'antiga façana principal estava orientada al nord. En els baixos hi veiem un gran porta adovellada que mena als interiors i dos pisos superiors. Can Marifont va ésser bastida amb pedra poc escairada del país, fent excepció dels carreus utilitzats en els cantoners i les obertures. A l'angle nord-est hi ha restes d'una garita de defensa. Actualment a la façana més destacable és la de migdia, amb tres grans arcs de mig punt en els baixos, que sostenen l'eixida del primer pis i s'hi accedeix per tres obertures rectangulars. El segon pis té dos balcons centrals i una finestra a cada costat: una d'elles és de línies gòtiques. En les llindes del mas es conserven dues dades de possibles reformes: 1646 i 1789.